# Calyptostylis
Calyptostylis é um género botânico pertencente à família Malpighiaceae.